# Panlian
Panlian är en köping i Kina. Den ligger i provinsen Sichuan, i den sydvästra delen av landet, omkring 460 kilometer sydväst om provinshuvudstaden Chengdu. Antalet invånare är 60 202. Befolkningen består av 29 948 kvinnor och 30 254 män. Barn under 15 år utgör 15,0 %, vuxna 15-64 år 75 %, och äldre över 65 år 9,0 %.
Genomsnittlig årsnederbörd är 1 137 millimeter. Den regnigaste månaden är juli, med i genomsnitt 320 mm nederbörd, och den torraste är januari, med 3 mm nederbörd.